# Confetti (álbum)
Confetti é o sexto álbum de estúdio do girl group britânico Little Mix, lançado em 6 de novembro de 2020 pela gravadora RCA UK.
O álbum foi precedido pelo lançamento dos três singles: "Break Up Song", "Holiday" e "Sweet Melody". Após lançado o álbum recebeu críticas positivas. Atingiu o número um na Irlanda e debutou no top dez da Austrália, Croácia, Portugal, Bélgica, Lituânia, nos Países Baixos, Nova Zelândia, Escócia, Espanha, Áustria e no Reino Unido, mas precisamente no segundo lugar. Este também consiste no último álbum lançado com a ex integrante Jesy Nelson.
Musicalmente, Confetti é um disco pop e R&B com influências de outros gêneros musicais, como pop dos anos 1980, reggaeton, pop dos anos 2000 e música gospel. O álbum liricamente discute temas de autoaceitação, autoestima, liberdade e independência. Recebeu críticas no geral positivas dos críticos. O primeiro single do álbum, "Break Up Song" alcançou a nona posição na UK Singles Chart, e foi seguido por mais três singles, "Holiday", "Sweet Melody" e um remix da faixa título com a rapper americana Saweetie, com "Sweet Melody "se tornando seu quinto número um no Reino Unido. Uma edição expandida do álbum foi lançada mais tarde, incluindo singles autônomos anteriores "No Time for Tears" (uma colaboração com o DJ inglês Nathan Dawe), "Bounce Back" e "One I've Been Missing".
Confetti chegou ao topo da Irish Albums Chart, tornando-se o terceiro número um do grupo no país, enquanto na UK Albums Chart o álbum alcançou a segunda posição. O álbum também alcançou o top dez das paradas em dez outros territórios, e alcançou a posição 85 na Billboard 200 dos Estados Unidos. Para promover o álbum, o Little Mix deu performances na televisão no Little Mix: The Search, The Jonathan Ross Show e no MTV EMAs 2020, do qual também foram apresentadoras.

## Antecedentes
Em 12 de março de 2020, o Little Mix lançou um videoclipe para a faixa "Wasabi" do álbum LM5 (2018). No final do vídeo, a capa do álbum do LM5 é vista de pé sobre uma plataforma antes de ser jogada fora por uma explosão de confetes, seguida pela mensagem "New Era Pending" (em português, "Nova era pendente").
Em 16 de setembro de 2020, Confetti foi anunciado através de múltiplas redes sociais pelo Little Mix, revelando a data de lançamento para 6 de novembro de 2020, bem como a capa e o título do álbum. Em 18 de setembro, os serviços de streaming lançaram pré-encomendas do álbum. Em 27 de outubro, o Little Mix fez uma parceria com a Amazon Alexa para divulgar a lista oficial das faixas. Os fãs foram encorajados a dizer "Alexa, solte alguns Confetti" e eles receberiam nomes das faixas. No dia seguinte, 28 de outubro, a lista completa das faixas foi confirmada.
O álbum estava "praticamente terminado" antes da implementação dos bloqueios pandêmicos da COVID-19, com "pequenos ajustes" ainda a serem feitos. Conforme as restrições diminuíam, cada um das integrantes individualmente iam aos estúdios para adicionar "toques finais", enquanto que para seus álbuns anteriores, eles completariam o processo do álbum juntos. A integrante Perrie Edwards notou que era um "processo estranho", mas que eles sentiam que tinham que completá-lo devido a querer que "todos o ouvissem". A integrante Jesy Nelson notou o contraste entre Confetti e LM5, afirmando que LM5 era muito "poder feminino", enquanto que com Confetti, ela disse: "Com este álbum, nós apenas nos divertimos e escrevemos músicas que gostávamos e ele veio junto". A integrante Jade Thirlwall concordou com Nelson, acrescentando: "Nem toda canção tem que ter este significado super profundo". As pessoas sabem o que nós somos agora e sabem o que nós defendemos". Eu acho que LM5 foi muito sobre solidificar isso, enquanto que com este álbum é apenas sobre escrever músicas pop brilhantes que nós amamos". Confetti foi descrito pela integrante Leigh-Anne Pinnock como o "maior" álbum do grupo até agora.
Em 12 de junho de 2021, uma nova versão em vinil do álbum foi disponibilizada em lojas selecionadas ao redor do mundo em comemoração ao Record Store Day 2021. A nova versão veio em uma capa laranja e rosa com o título do álbum impresso em cursiva prata glitter. A nova versão traz exclusivamente o novo remix da faixa-título do álbum, "Confetti", com participação da rapper americana Saweetie. O álbum foi o último com Jesy Nelson, que saiu do grupo um mês após o lançamento do álbum.

## Músicas e composição
Musicalmente, Confetti é um disco pop e R&B que incorpora elementos de synth-pop, gospel, retrô e produção pop contemporânea, que proporciona ao público um sentimento caloroso e difuso de deleite nostálgico. O álbum também é uma reminiscência das gravações anteriores de bubblegum-pop do grupo, mas com o som agora sendo mais maduro com letras comoventes. Liricamente, as canções discutem sobre como se libertar de expectativas irrealistas, autoaceitação, autoestima e uma declaração de independência feroz e misericordiosamente coerente.

### Músicas
A canção de abertura "Break Up Song" é um "hino de despedida" de synth-pop dos anos 80 que foi comparado a "The Boys of Summer" de Don Henley. "Holiday" tem um post toque de Daft Punk com ritmos de house. "Sweet Melody" é um reggaeton - trap e liricamente fala sobre "dar um fim no ex namorado". A faixa-título, "Confetti", lembra uma compilação de sucessos do início de 2000.
"Happiness" é uma canção Europop e R&B que tem uma "melodia sabichona". "Not a Pop Song" foi descrita como tendo um "grande coro ensolarado" e é "perfeitamente apresentada como o estágio final da rebelião dos reality shows." A letra recebeu elogios da crítica por criticar Simon Cowell, seu ex-empresário. "Gloves Up" tem um ritmo estrondoso que lembra o R&B dos anos 2000. A Mess (Happy 4 U) "foi descrito como o equilíbrio perfeito entre pop melódico e invenção sonora.
"Me Love Won't Let You Down" é uma balada gospel no piano. "Rendezvous" é uma faixa pop contemporânea com toques retrô, e foi comparada ao trabalho das The Pussycat Dolls, especialmente à música "Buttons". A música também foi descrita como "sexy, adequada para o rádio, mas ainda com um distinto senso de humor atrevido e fantasioso". "If You Want My Love" é uma canção da R&B e foi comparada a TLC e Destiny's Child. A faixa final, "Breathe", fala sobre um coração partido. "Bounce Back", que aparece na edição japonesa como uma faixa bônus, é uma música que interpola o trap-pop "Back to Life (No entanto, você me quer)" Soul II Soul. Outras faixas bônus que aparecem exclusivamente na edição japonesa incluem uma versão acústica de "Break Up Song" e o remix de Frank Walker de "Holiday".

## Singles
O primeiro single do álbum, "Break Up Song", foi lançado em 27 de março de 2020 e foi promovido com um filtro do Little Mix no Instagram. A canção alcançou a nona posição na UK Singles Chart. "Holiday" foi lançada como segundo single no dia 24 de julho de 2020, antes do anúncio da música, através das redes sociais da grupo, uma série de vídeos e fotos das integrantes começaram a ser publicados, dando indícios de que uma nova música viria.. A faixa finalmente alcançou a 15° posição na parada de singles do Reino Unido. Em 23 de outubro, "Sweet Melody" foi lançado como o terceiro single do álbum junto com seu videoclipe. A última faixa ficou na 8ª posição na parada de singles do Reino Unido. Um remix da faixa título foi lançado em parceria com a rapper estadunidense Saweetie em 30 de abril de 2021, como quarto single do álbum.

### Singles promocionais
Em 9 de outubro de 2020, "Not a Pop Song" foi lançado como o primeiro single promocional do álbum. Em 16 de outubro de 2020, "Happiness" foi lançado como o segundo single promocional e em 4 de novembro de 2020 "Confetti" foi lançada como o terceiro e último single promocional do álbum.

## Recepção da critica
| Críticas profissionais | Críticas profissionais |
| Pontuações agregadas   | Pontuações agregadas   |
| Fonte                  | Avaliação              |
| ---------------------- | ---------------------- |
| AnyDecentMusic?        | 7.1/10.0               |
| Metacritic             | 74/100                 |
| Avaliações da crítica  |                        |
| Fonte                  | Avaliação              |
| Clash                  | 9/10                   |
| DIY                    | [ 15 ]                 |
| The Guardian           | [ 21 ]                 |
| The Independent        | [ 20 ]                 |
| iNews                  | [ 36 ]                 |
| The Line of Best Fit   | 5.5/10                 |
| musicOMH               | [ 38 ]                 |
| The Observer           | [ 39 ]                 |
| The Sunday Times       | [ 40 ]                 |
| The Telegraph          | [ 41 ]                 |

No Metacritic, que atribui uma classificação normalizada de 100 para comentários de críticos convencionais, o álbum recebeu uma pontuação média de 74, que indica "geralmente opiniões favoráveis" baseados em 10 críticas. Similarmente, o agregador de criticas AnyDecentMusic? classificou o álbum com 7,1 pontos de 10. Megan Walder da revista "Clash" elogiou os temas do álbum com, "meta críticas sobre a indústria musical e avançando com sua agenda empoderadora para ser o melhor amigo de todas as garotas". Walder também sente "toques de R&B, batidas nostálgicas e as harmonias impecáveis que as quatro produzem oferecendo conforto com sua familiaridade e ainda conseguir se sentir progressista com 2020 assumindo esses elementos clássicos de uma era da música icônica", referindo-se aos anos 2000 como a era da música icônica em questão. Jenessa Willaims da DIY concorda dizendo, "Confetti parece uma aposta adequada para dominar o mundo, carregado com R&B forte e americanizado". As faixas do álbum "Confetti" e "Rendezvous" foram comparadas aos "sucessos de compilação dos anos 2000, do tipo que exige videoclipes de grande orçamento que você pode encenar em seu quarto quando ninguém está assistindo".
Alexis Petridis do "The Guardian" deu ao álbum 3 de 5 estrelas, dizendo que este soava "estranhamente familiar" e "muito pressionado para diferenciá-lo de seu antecessor", "LM5". Petridis observa que Confetti é um "exercício de marcação de caixa nas tendências pop atuais" incluindo sintetizadores inspirados nos anos 80 ("Break Up Song"), batidas de reggaeton ("Sweet Melody"), post-Daft Punk house ("Holiday"), gospel ("My Love Won't Let You Down") e Europop ("Happiness"). Ele concluiu dizendo que o Confetti é exatamente o que você espera, "um sólido álbum pop mainstream - mesmo quando afirma que não é". Enquanto isso, Roisin O'Connor do "The Independent" opinou que as "claras influências do grupo dos anos noventa combinam maravilhosamente com a produção pop contemporânea". Na crítica O'Connor diz "Confetti não se afasta muito do glam pop poderoso que Little Mix fez do seu forte. Suas 13 faixas são uma mistura refinada de bops sedutores e faixas de alta octanagem que celebram a autoestima ... com certeza, não há nada inovador a ser encontrado aqui, mas prova que Little Mix se sai bem quando confia em seus próprios instintos".
O álbum foi chamado de "triunfante" e uma "celebração", referenciando a separação do grupo com Simon Cowell e seu antigo selo Syco Music, por Elisa Bray do "iNews". Bray descreveu que Confetti "é o álbum confiante de um grupo que, chegando aos 30, encontrou sua voz". Contudo, Steven Loftin do "The Line of Best Fit" chamou o álbum de "um passo adiante", ele diz que "um pouco mais de cuidado na arte do quadro geral não perderia". Loftin formula que "dada a situação, quase de liberdade, em que o grupo assertivo se encontra, há certamente uma lacuna no Confetti que deixa você desejando que houvesse mais um passo em direção a algo coerente". Escrevendo para "musicOMH" Nick Smith diz, "Confetti vê Little Mix saindo dos blocos de partida de uma caminhada poderosa. Não há nada realmente novo aqui". Smith critica o Auto-tune usado em algumas das canções, mas finalmente diz "essas mulheres talentosas são agora inegavelmente veteranas de canções de termino e êxitos pop com refrões elevados. Confetti é um álbum confiável com receitas básicas, mas para manter o interesse futuro despertado, algo novo agora é necessário na mistura." Kate Solomon do "The Telegraph" concorda com todos os sentimentos dos críticos anteriores, dizendo que embora o álbum seja "gloriosamente divertido", não era nada do "nunca ouvimos antes". Solomon concluiu que Confetti continua com uma tendência de música de "alta qualidade", com "estilo consistentemente atingível" e "personalidades agradáveis". Enquanto Will Hodgkinson do "The Sunday Times" diz "Quem poderia imaginar que a banda feminina estaria prosperando quase uma década depois? Determinação venceu e seu último álbum mostra a química e a bonomia que as trouxe até aqui." Ele disse que o álbum parecia familiar, "algo entre pop animado e R&B".

## Performance comercial
No Reino Unido, o álbum debutou em segundo lugar do Official Albums Chart, em 13 de novembro de 2020 com 49,000 cópias vendidas, 5,000 cópias atras do álbum Disco de Kylie Minogue no que vários pontos de venda consideraram uma batalha de charts acirradamente disputada. Nos Estados Unidos o álbum debutou na posição de número 85 na Billboard 200, tornando-se a posição mais baixa que o grupo já teve com um álbum neste chart.

## Lista de faixas
| Lista de faixas do Confetti |                              |                                                                |         |  |
| N.º                         | Título                       | Produtor (es)                                                  | Duração |  |
| 1.                          | "Break Up Song"              | Kamille [pv] GoldfingersPredefinição: Raphaella [v]            | 3:20    |  |
| 2.                          | "Holiday"                    | Kamille [pv] Goldfingers Chris Loco                            | 3:33    |  |
| 3.                          | "Sweet Melody"               | Parx Frid MNEK [pv] Morten Ristorp Peoples                     | 3:33    |  |
| 4.                          | "Confetti"                   | TMS Sam Klempner [c] Chris Bishop [c] MNEK [c] Cottone [v]     | 2:47    |  |
| 5.                          | "Happiness"                  | TMS Klempner [c] Bishop [c] Phil Cook [c] Cottone [v] MNEK [v] | 3:17    |  |
| 6.                          | "Not a Pop Song"             | Parx [pv] Frid MNEK [pv] Cottone [v]                           | 2:59    |  |
| 7.                          | "Nothing But My Feelings"    | Oak Sorrells Alex Nice Raphaella [v]                           | 2:42    |  |
| 8.                          | "Gloves Up"                  | Lostboy                                                        | 2:47    |  |
| 9.                          | "A Mess (Happy 4 U)"         | Lowe [pv] Jin Jin [v] Raphaella [v]                            | 3:29    |  |
| 10.                         | "My Love Won't Let You Down" | Kamille [pv] Goldfingers Raphaella [v]                         | 2:54    |  |
| 11.                         | "Rendezvous"                 | Parx Frid [pv] Raphaella [v]                                   | 2:56    |  |
| 12.                         | "If You Want My Love"        | Kamille [pv] Goldfingers Raphaella [v]                         | 2:40    |  |
| 13.                         | "Breathe"                    | Lowe Invisible Men Kamille [v]                                 | 3:29    |  |
| Duração total:              | Duração total:               | Duração total:                                                 | 40:26   |  |

| Faixas bônus da versão japonesa do Confetti |                                    |                                                |         |  |
| N.º                                         | Título                             | Produtor(es)                                   | Duração |  |
| 14.                                         | "Bounce Back"                      | Stargate Swiff D Kuk Harrell [v]               | 2:40    |  |
| 15.                                         | "Break Up Song" (Acoustic Version) | Kamille [pv] Goldfingers Raphaella [v]         | 3:23    |  |
| 16.                                         | "Holiday" (Frank Walker remix)     | Kamille [pv] Loco Goldfingers Frank Walker [r] | 3:24    |  |
| Duração total:                              | Duração total:                     | Duração total:                                 | 49:53   |  |

| Confetti expanded edition |                                       |                                                       |         |  |
| N.º                       | Título                                | Produtor (es)                                         | Duração |  |
| 14.                       | "No Time for Tears" (com Nathan Dawe) | Dawe Jean-Marie [pv] MNEK [v]                         | 3:17    |  |
| 15.                       | "Bounce Back"                         | Stargate Swiff D Harrell [v]                          | 2:40    |  |
| 16.                       | "One I've Been Missing"               | Ashurst Jean-Marie [pv] Furner [v]                    | 3:12    |  |
| 17.                       | "Break Up Song" (Nathan Dawe remix)   | Kamille [pv] Goldfingers Raphaella [v] Dawe [r]       | 3:21    |  |
| 18.                       | "Break Up Song" (Steve Void remix)    | Kamille [pv] Goldfingers Raphaella [v] Steve Void [r] | 2:58    |  |
| 19.                       | "Break Up Song" (Versão acústica)     | Kamille [pv] Goldfingers Raphaella [v]                | 3:23    |  |
| 20.                       | "Holiday" (MNEK remix)                | Loco Goldfingers Kamille [pv] MNEK [r]                | 3:38    |  |
| 21.                       | "Holiday" (220 Kid remix)             | Kamille [pv] Goldfingers Loco 220 Kid [r]             | 3:25    |  |
| 22.                       | "Holiday" (Frank Walker remix)        | Kamille [pv] Loco Goldfingers Walker [r]              | 3:24    |  |
| 23.                       | "Holiday" (Versão acústica)           | Kamille [pv] Loco Goldfingers                         | 3:32    |  |
| 24.                       | "Sweet Melody" (PS1 remix)            | Parx Frid MNEK [pv] Rissi Peoples PS1 [r]             | 3:31    |  |
| 25.                       | "Sweet Melody" (Alle Farben remix)    | Parx Frid MNEK [pv] Rissi Peoples Alle Farben [r]     | 3:21    |  |
| Duração total:            | Duração total:                        | Duração total:                                        | 1:23:42 |  |

## Créditos
Credits adaptado do Tidal.

### Musicistas
- Little Mix – vocais (todas as canções)
- Kamille – backing vocal (1, 2, 10, 12, 13, 17, 18, 20–22), bass (1, 2, 10, 12, 17, 18, 20–22), teclado (1, 10, 12, 17, 18, 20–22), todos os instrumentos (19, 23)
- Frank Nobel – bateria (1, 2, 10, 12, 17, 18, 20, 21), teclado (1, 10, 12, 17, 18), programação (1, 2, 10, 12, 17, 18, 20, 21), baixo (2, 20, 21), violão (2, 20, 21), todos os instrumentos (19, 23)
- Linus Nordstrom – bateria (1, 2, 10, 12, 17, 18, 20, 21), teclado (1, 10, 12, 17), programação (1, 2, 10, 12, 17, 18, 20, 21), baixo (2, 20, 21), violão (2, 20, 21), todos os instrumentos (19, 23)
- Chris Loco – teclado (2, 20–22), programação (2, 20–22)
- Oliver Frid – baixo (3, 6, 11, 24, 25), bateria (3, 6, 11, 24, 25), violão (3, 6, 11, 24, 25), teclado (3, 6, 11, 24, 25), programação (3, 6, 11, 24–26), backing vocal (6), todos os instrumentos (26)
- Tom Barnes – baixo (4, 5), bateria (4, 5), programação (4, 5)
- Ben Kohn – violão (4, 5), programação (5)
- Pete Kelleher – teclado (4, 5), sintetizador (5)
- Phil Cook – programação (5)
- Lara Maria Andersson – backing vocals (6)
- Alex Nice – programação (7)
- Keith Sorrells – programação (7)
- Lostboy – teclado (8), programação (8)
- Cass Lowe – backing vocal (9), bateria (9), programação  (9, 13), sintetizador (9), baixo (13), teclado (13)
- Jin Jin – backing vocal (9)
- Jon Shave – teclado (13)
- Niamh Murphy – backing vocal (14)
- Tre Jean-Marie – baixo (14, 16), bateria (14, 16), piano (14, 16), programação (14, 16), strings (14, 16), sintetizador (14, 16), teclado (16)
- Mikkel S. Eriksen – todos os instrumentos (15), programação (15)
- Swiff D – todos os instrumentos (15), programação (15)
- Tor Hermansen – todos os instrumentos (15), programação (15)
- Jocelyn Donald – backing vocal (15)
- Lincoln Jean-Marie – backing vocal (16), arranjo final (16)
- Joshua Alamu – arrojo final (16)
- Amy Williams – backinh vocal (16)
- Elizabeth Alexander – backing vocal (16)
- Jacob Attwooll – backing vocal (16)
- Jermain Jackman – backing vocal (16)
- Kate Stewart – backing vocal (16)
- Layla Ley – backing vocal (16)
- Michelle John – backing vocal (16)
- Rachel Furner – backing vocal (16)
- Simon King – backing vocal (16)
- Jez Ashurst – baixo (16), bateria (16), violão (16), teclado (16), piano (16), programação (16), sintetizador (16), strings (16)
- Fred Cox – violão (16)
- Nathan Dawe – remixagem (17)
- Steve Void – remixagem (18)
- Bloomfield – violão (19, 23)}
- MNEK – remixagem (20)
- 220 Kid – remixagem (21)
- Jackson Dimiglio-Wood – programação (21)
- Frank Walker – remixagem (22)
- PS1 – remixagem (24)
- Alle Farben – remixagem (25)

### Técnico
- Phil Tan – Mixagem (1–13, 16–25)
- Tre Jean-Marie – mixagem (14), vocal engineer (16)
- Kevin "KD" Davis – mixagem (15)
- Goldfingers – mixagem (23)
- Oliver Frid – mixagem (26)
- Randy Merrill – mastering engineer (1–13, 19, 23, 26)
- Lewis Hopkin – engenheiro de masterização (14)
- Chris Gehringer – engenheiro de masterização (15)
- Ryan Smith – engenheiro de masterização (16)
- Stuart Hawkes – engenheiro de masterização (17, 20, 24, 25)
- Steve Void – engenheiro de masterização (18)
- Jackson Dimiglio-Wood – engenheiro de masterização (21), mixagem (21)
- Frank Walker – engenheiro de masterização (22)
- Paul Norris – Engenheiro de som (1, 17–19, 24), engenheiro vocal (2, 3, 6–14, 16, 20–22, 24, 25)
- Chris Loco – engenheiro (2, 20–22)
- Mikkel S. Eriksen – engenheiro de gravação (15)
- Thomas Warren – engenheiro de gravação (15)
- Gabriëlle Stok – engenheiro vocal (6)
- Chris Bishop  – engenheiro vocal (7, 10, 12)
- Cass Lowe – engenheiro vocal (9)
- Simone Torres – engenheiro vocal (15)
- Alex Robinson – engenheiro vocal (16)
- Jamie McEvoy – engenheiro vocal (16)
- Bill Zimmerman – engenheiro assistente (2–13, 17–25)

- Phil Tan – Engenheiro de mixagem (1–13, 16–25)
- Tre Jean-Marie – engenheiro de mixagem (14), engenheiro vocal  (16)
- Kevin "KD" Davis – engenheiro de mixagem (15)
- Goldfingers – engenheiro de mixagem (23)
- Oliver Frid – engenheiro de mixagem (26)
- Randy Merrill – Engenheiro de masterização (1–13, 19, 23, 26)
- Lewis Hopkin – engenheiro de masterização (14)
- Chris Gehringer – engenheiro de masterização (15)
- Ryan Smith – engenheiro masterização (16)
- Stuart Hawkes – engenheiro de masterização (17, 20, 24, 25)
- Steve Void – engenheiro de masterização (18)
- Jackson Dimiglio-Wood – mastering engineer (21), mixing engineer (21)
- Frank Walker – mastering engineer (22)
- Paul Norris – engenheiro (1, 17–19, 24), vocal engineer (2, 3, 6–14, 16, 20–22, 24, 25)
- Chris Loco – engenheiro (2, 20–22)
- Mikkel S. Eriksen – Engenheiro de gravação (15)
- Thomas Warren – Engenheiro de gravação (15)
- Gabriëlle Stok – engenheiro vocal  (6)
- Chris Bishop  – engenheiro vocal  (7, 10, 12)
- Cass Lowe – engenheiro vocal  (9)
- Simone Torres – engenheiro vocal  (15)
- Alex Robinson – engenheiro vocal (16)
- Jamie McEvoy – engenheiro vocal (16)
- Bill Zimmerman – engenheiro assistente (2–13, 17–25)

### Arte
- Big Active – direção de arte, design
- Mariano Vivanco – fotografia

## Charts
| Chart (2020)                          | Posição |
| ------------------------------------- | ------- |
| Alemanha (Offizielle Deutsche Charts) | 18      |
| Austrália (ARIA)                      | 7       |
| Áustria (Ö3 Austria Top 40)           | 10      |
| Bélgica (Ultratop Flandres)           | 2       |
| Bélgica (Ultratop Valônia)            | 25      |
| Croácia (International Albums - HDU)  | 8       |
| Canadá (Billboard)                    | 37      |
| Escócia (Official Scottish Albums)    | 2       |
| Eslováquia (ČNS IFPI)                 | 54      |
| Espanha (PROMUSICAE)                  | 7       |
| Estados Unidos (Billboard 200)        | 85      |
| Finlândia (Suomen virallinen lista)   | 35      |
| França (SNEP)                         | 52      |
| Grécia (IFPI)                         | 32      |
| Irlanda (IRMA)                        | 1       |
| Itália (FIMI)                         | 25      |
| Japão (Billboard Japan)               | 65      |
| Japão (Oricon)                        | 104     |
| Lituânia (AGATA)                      | 7       |
| Nova Zelândia (RMNZ)                  | 7       |
| Noruega (VG-lista)                    | 33      |
| Países Baixos (Dutch Charts)          | 10      |
| Polónia (ZPAV)                        | 11      |
| Portugal (AFP)                        | 2       |
| Reino Unido (Official Albums Chart)   | 2       |
| Suécia (Sverigetopplistan)            | 46      |
| Suíça (Schweizer Hitparade)           | 18      |

| Publicação      | Honraria                        | Rank | Ref.   |
| --------------- | ------------------------------- | ---- | ------ |
| UK Albums (OCC) | End of Year Album Chart Top 100 | 29   | [ 73 ] |
| StyleCaster     | The Best Albums of 2020         | —    | [ 74 ] |

## Certificações
| Brasil | PMB | Ouro    | 20,000‡  |
| Reino Unido | BPI | Platina | 300,000‡ |
| * Número de vendas definido com base apenas no nível de certificação. ^ Número de embarques definido com base apenas no nível de certificação. ‡vendas+streaming definido com base apenas no nível de certificação |     |         |          |

## Histórico de lançamento
| Região | Data                  | Formato                                   | Gravadora   | Ref.   |
| ------ | --------------------- | ----------------------------------------- | ----------- | ------ |
| Vários | 6 de novembro de 2020 | Cassette CD Download digital LP streaming | RCA Records | [ 77 ] |